# Le Mystère d'Edwin Drood (téléfilm)

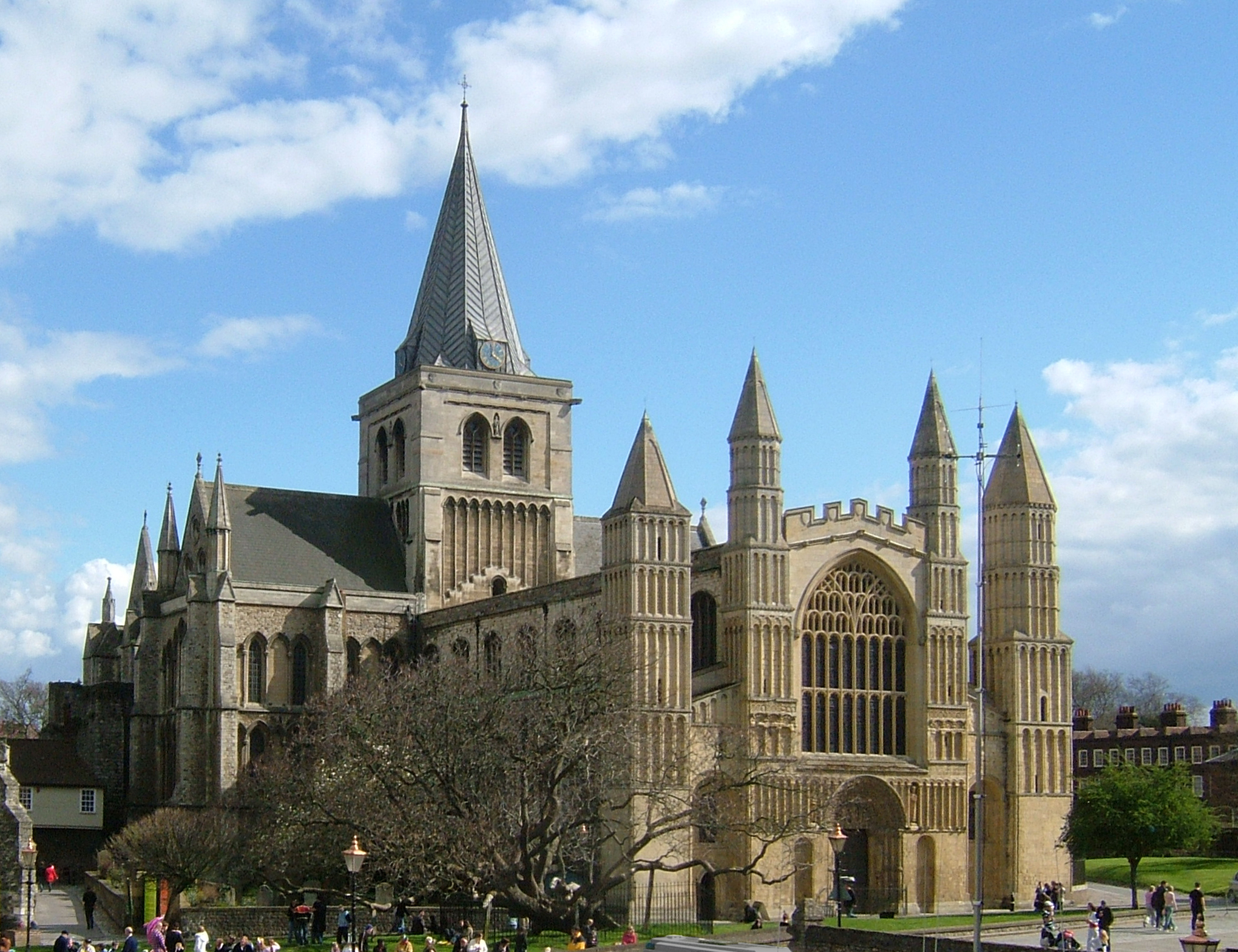
La cathédrale de Rochester, qui figure celle de Cloisertham

Le Mystère d'Edwin Drood (The Mystery of Edwin Drood) est un téléfilm britannique en deux parties de 55 min, réalisé par Diarmuid Lawrence sur un scénario de Gwyneth Hughes et diffusé en octobre 2012 sur BBC2 et le 27 février 2014 sur Arte. 

## Synopsis
En 1842, à Cloisertham, John Jasper est chantre et chef de chœur à la cathédrale. C'est un jeune homme tourmenté qui cache deux sombres secrets : il est amoureux fou d'une de ses élèves, Rosa Bud, une orpheline pensionnaire dans l'établissement de Miss Twinkelton, qui est promise par testament à Edwin Drood, son neveu, orphelin lui aussi ; et il est opiomane, client d'un bouge dans l'est de Londres. L'arrivée d'Helena et Neville Landless, deux orphelins de Ceylan, bouleverse la petite ville. Neville, frappé par la beauté de Rosa et sujet à de brusques accès de violence, a une altercation avec Edwin à propos de la jeune fille. Jouant les conciliateurs, Jasper les invite un soir à diner. Neville et Edwin repartent ensemble et traversent la cathédrale. Le lendemain, Edwin a disparu.

## Fiche technique
- Titre original : The Mystery of Edwin Drood
- Réalisation : Diarmuid Lawrence
- Scénario : Gwyneth Hughes, d'après le roman éponyme de Charles Dickens
- Photographie : Alan Almond
- Montage : David Head
- Décors : Mélanie Allen
- Costumes : James Keast
- Langue originale : Anglais
- Durée :
- Date de diffusion :
  -  France : 27 février 2014 sur Arte

## Distribution
- Matthew Rhys (VF : Lionel Tua) : John Jasper
- Rory Kinnear (VF : Bruno Magne) : le révérend Septimus Crisparkle
- Alun Armstrong (VF : Bernard Alane) : Hiram Grewgious
- Julia McKenzie (VF : Nicole Favart) : Mme Crisparkle
- Ron Cook (VF : Marc Moro) : Stony Durdles
- David Dawson (VF : Vincent de Boüard) : M. Bazzard
- Sacha Dhawan (VF : Rémi Bichet) : Neville Landless
- Freddie Fox (VF : Benjamin Bollen) : Edwin Drood
- Ian McNeice (VF : Jean-Claude Sachot) : le maire Thomas Sapsea
- Tamzin Merchant (VF : Barbara Probst) : Rosa Bud
- Amber Rose Revah (VF : Céline Mauge) : Helena Landless
- Ellie Haddington (VF : Martine Irzenski) : la princesse Puffer
- Janet Dale : Miss Twinkleton
- Alfie Davis : l'adjoint
- Rob Dixon (VF : Jean-Marc Charrier) : le capitaine Drood

 Source et légende : version française (VF) sur RS Doublage et les crédits à l'issue du générique de fin.